# Ketenaansprakelijkheid
Ketenaansprakelijkheid of Wet Keten Aansprakelijkheid (WKA) is een wettelijke regeling om niet betaalde loonheffingen te verhalen door een keten van aannemers en onderaannemers. De WKA is onderdeel van de invorderingswet 1990. De wet is in het leven geroepen omdat de fiscus en de sociale verzekeringen premies en belastingen niet ontvingen, doordat onderaannemers failliet gingen. Door de wet kunnen aannemers in de keten (dus bijvoorbeeld de opdrachtgever van de onderaannemer) alsnog aansprakelijk worden gesteld voor te betalen belastingen en premies.
Er zijn voor aannemers diverse mogelijkheden om het risico te beperken. Naast het voeren van een goede boekhouding op de opdrachten kan er gebruik worden gemaakt van verklaringen van de belastingdienst en van geblokkeerde bankrekeningen. (G-rekeningen).
Naast de WKA is er ook inlenersaansprakelijkheid. Hierbij betreft het, het inlenen van personeel van bijvoorbeeld uitzendbureaus of detacheringsbureaus.